# Sarcopygme ramosa
Sarcopygme ramosa är en måreväxtart som först beskrevs av Carl Karl Adolf Georg Lauterbach, och fick sitt nu gällande namn av William Albert Setchell och Erling Christophersen. Sarcopygme ramosa ingår i släktet Sarcopygme och familjen måreväxter. Inga underarter finns listade i Catalogue of Life.